# Mystic Power (album)
Mystic Power est un album de reggae d'Alpha Blondy.

## Liste des titres
1. Hope – Featuring Beenie Man
2. My American Dream
3. J’ai tué le commissaire (reprise de I Shot the Sheriff)
4. Seydou
5. Crime Spirituel
6. La Bataille d’Abidjan
7. France à fric
8. Ouarzazate
9. Soutra
10. Woman
11. Le métèque
12. Danger ivoirité
13. Reconciliation featuring Tiken jah Fakoly
14. Pardon
15. Exil Malavoi